# ハス

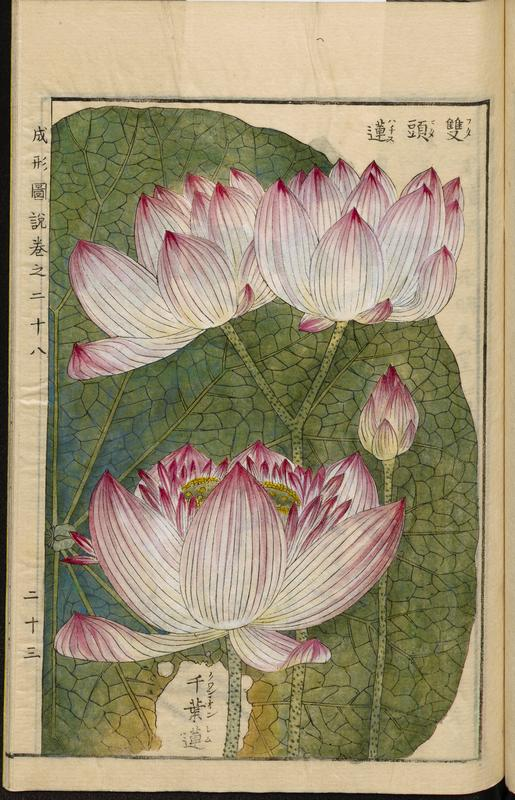
江戸時代の農業百科事典『成形図説』のイラスト（1804）

ハス（蓮、学名: Nelumbo nucifera）は、インド原産のハス科多年性水生植物。別名、ハチス。中国名は蓮。
地下茎は「蓮根」（れんこん、はすね）といい、野菜名として通用する。

## 名称など
日本での古名「はちす」は、花托の形状を蜂の巣に見立てたとするのが通説である。「はす」はその転訛。
水芙蓉（すいふよう、みずふよう）、もしくは単に芙蓉（ふよう）、不語仙（ふごせん）、池見草（いけみぐさ）、水の花などの異称をもつ。
漢字では「蓮」のほかに「荷」または「藕」の字をあてる。
ハスの花と睡蓮（スイレン）を指して「蓮華」（れんげ）といい、仏教とともに伝来し古くから使われた名である。
属名 Nelumbo はシンハラ語から。種小名 nucifera はラテン語の形容詞で「ナッツの実のなる」の意。
英名 Lotus（ロータス）はギリシア語由来で、元はエジプトに自生するスイレンの一種「ヨザキスイレン」 Nymphaea lotus を指したものという。

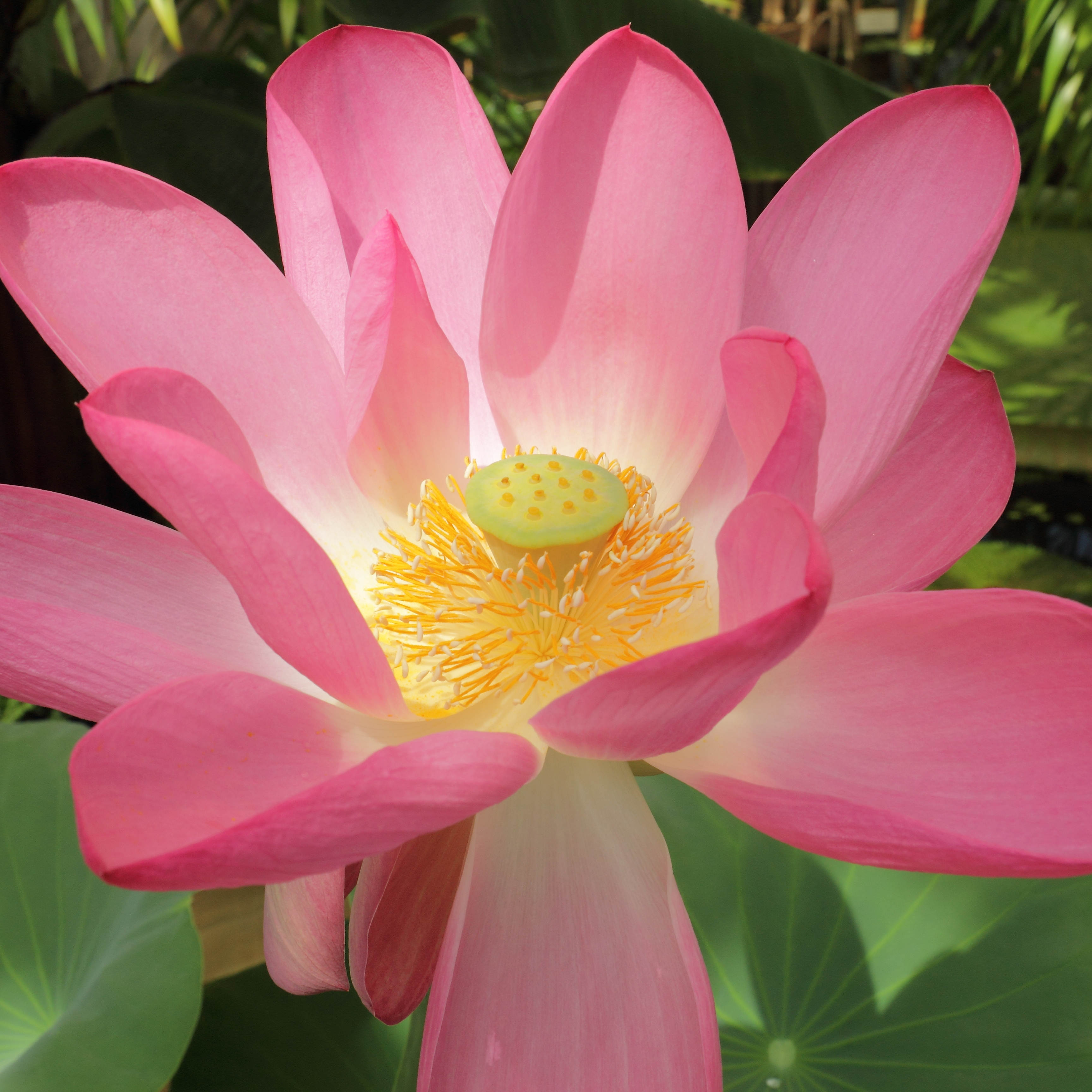
ハスの花弁と花托。この後、花托は成長し実を付ける。
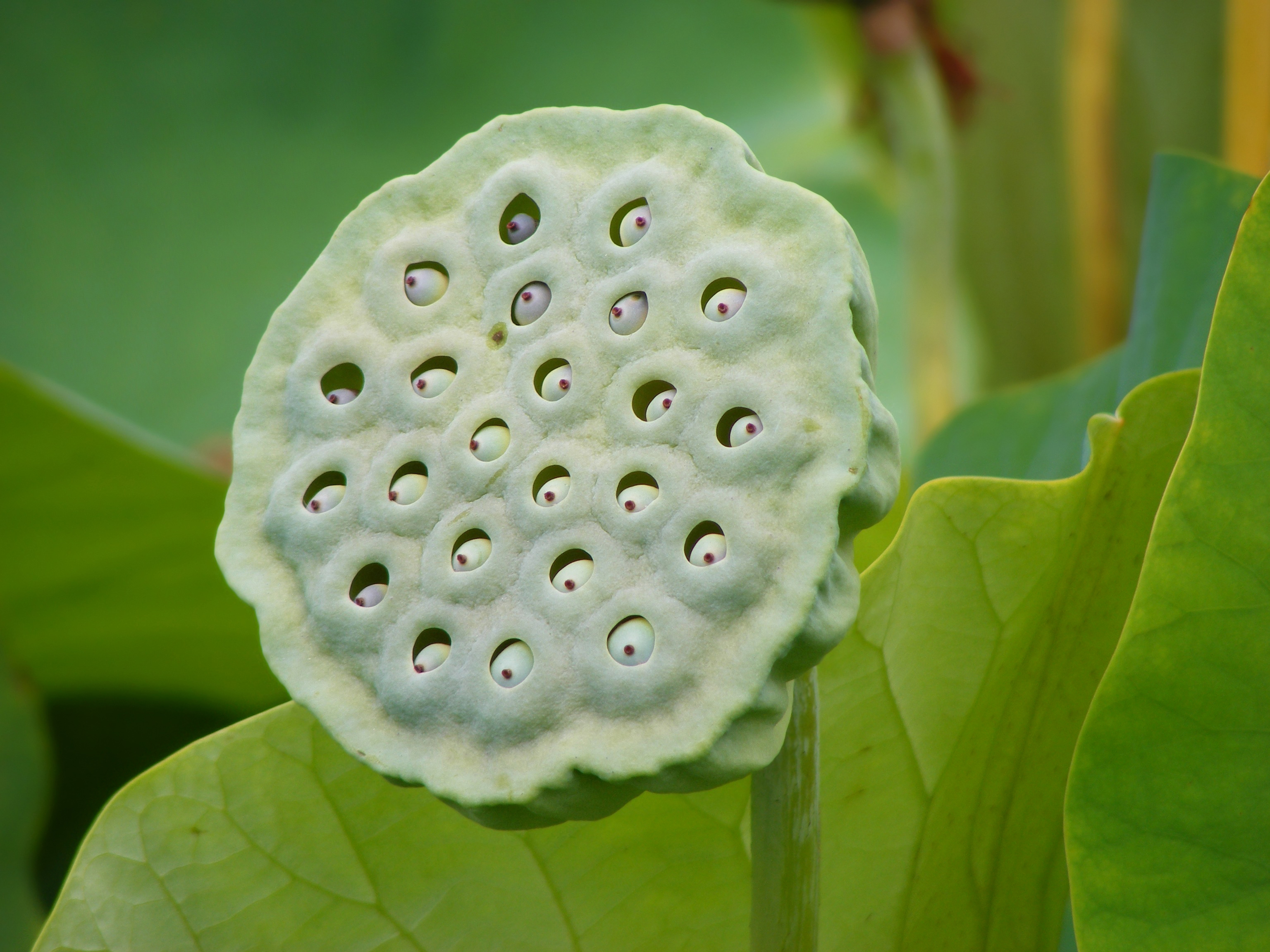
成長したハスの花托（果托）。花托の中に実が埋没している。
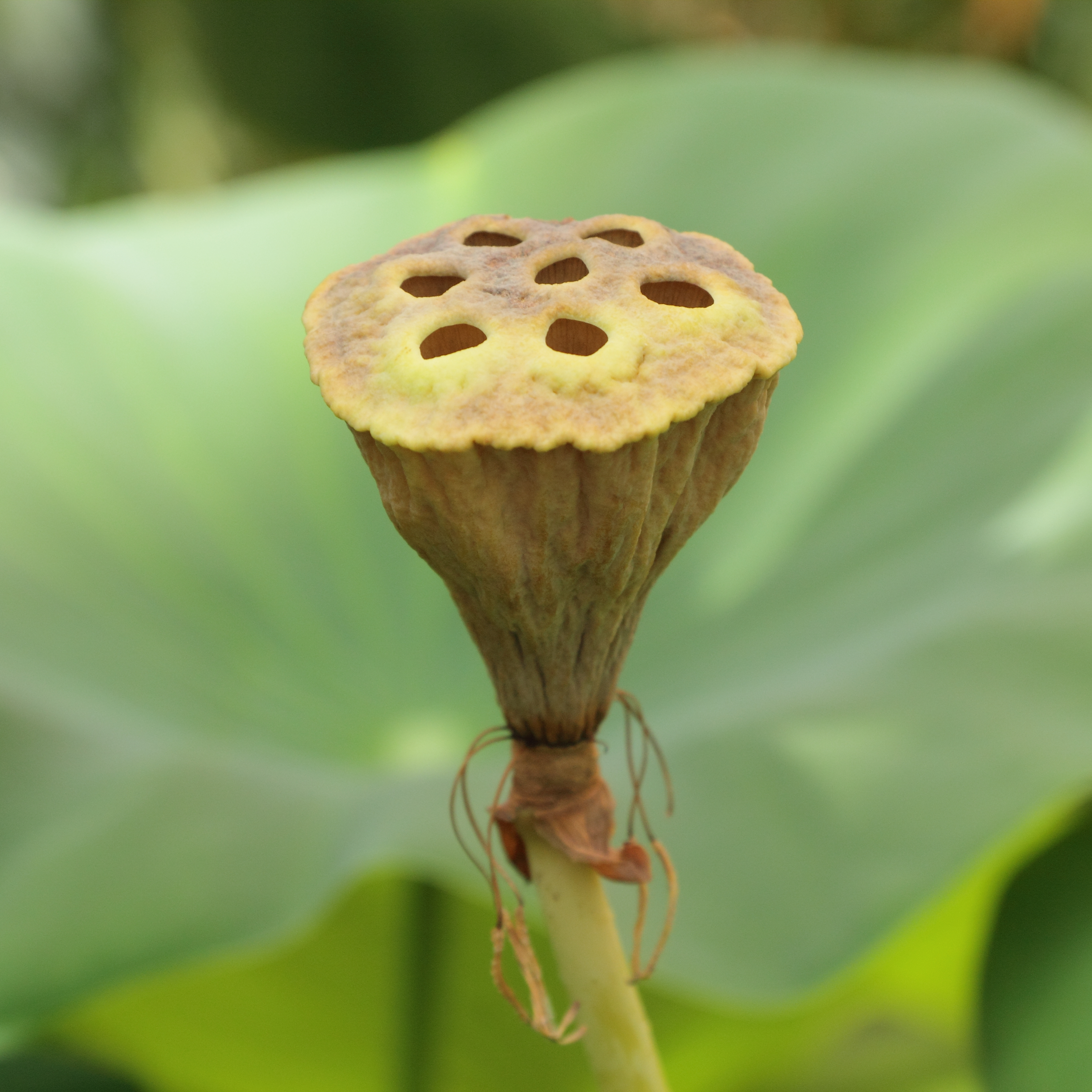
ハスの花托は蜂の巣状に見える。その形状は品種によって様々。花言葉には清らかな心、神聖、雄弁、休養、沈着、離れゆく愛、救ってくださいがある。

## 特徴

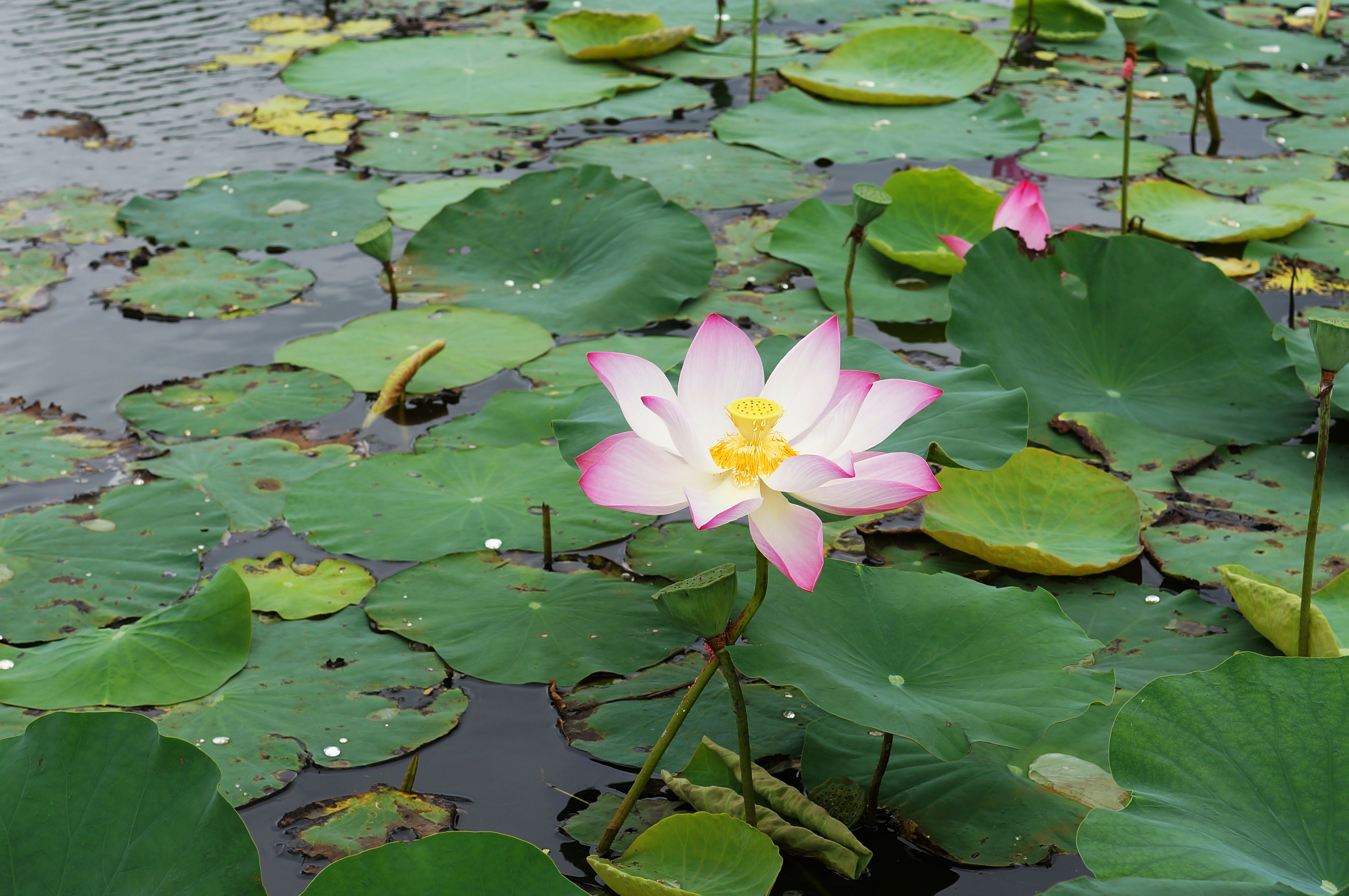
水面に繁殖するハス

原産地はインド亜大陸とその周辺。日本では帰化植物として、北海道、本州、四国、九州に分布し、池や沼などに自生する。
多年草で、春に地中の地下茎から芽を出して茎を伸ばし、水面に葉を出す。草高は約1メートル、茎に通気のための穴が通っている。はじめは浮葉になるが、のちに長い葉柄をもって水面よりも高く出る葉もある。葉は直径40 - 50センチメートル (cm) の円形で、葉柄が中央につき、撥水性があって水玉ができる（ロータス効果）。沼や池の沿岸部に沿って多く自生する。
花期は夏（7 - 8月）で、葉柄よりも長い花茎を水上に出して、白またはピンク色の1輪の花を咲かせる。早朝に咲き昼には閉じる。花後は、花床の穴の中で、実を結ぶ。開花前日から約3日間、花の中心にある花托が30‐35℃を維持して発熱することから発熱植物の一種である。加熱する事で芳香成分が揮発しやすいなどの考察がなされ、発熱が訪花昆虫の誘引に寄与していることが確認されている。
栽培品種も、小型のチャワンバス（茶碗で育てられるほど小型の意味）のほか、花色の異なるものなど多数ある。

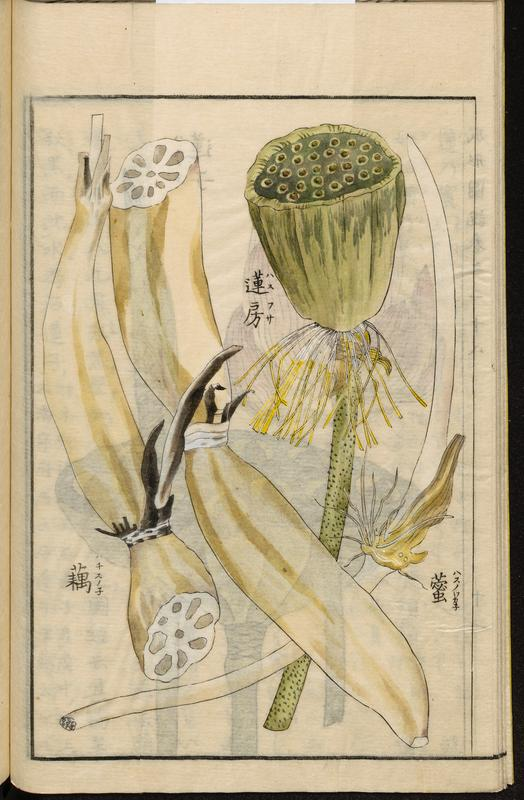
ロータス、日本の農業百科事典のイラスト（1804）

なお、果皮はとても厚く、土の中で発芽能力を長い間保持することができる。1951年（昭和26年）3月、千葉市にある東京大学検見川厚生農場の落合遺跡で発掘され、理学博士の大賀一郎が発芽させることに成功したハスの実は、放射性炭素年代測定により今から2,000年前の弥生時代後期のものであると推定された（大賀ハス）。その他にも中尊寺の金色堂須弥壇から発見され、800年ぶりに発芽に成功した例（中尊寺ハス）や埼玉県行田市のゴミ焼却場建設予定地から出土した、およそ1,400年から3000年前のものが発芽した例（行田蓮）もある。
近年の被子植物のDNA分岐系統の研究から、スイレン科のグループは被子植物の主グループから早い時期に分岐したことがわかってきた。しかしハス科はそれと違って被子植物の主グループに近いとされ、APG分類体系ではヤマモガシ目に入れられている。
後述するように、人間にとっては鑑賞や宗教的なシンボル、食用などとして好まれる植物であり、雷魚などの淡水魚にとっても好ましい住みかとなるが、繁茂し過ぎると他の水生生物に悪影響を与える懸念がある。このため手賀沼（千葉県）などでは駆除が行われている。水中の茎を切ると組織に水が入って腐り、再生しなくなる。

## 利用
食用、薬用、観賞用として湿地で栽培される。根茎は11月ごろから翌年の2月ごろまでに掘り取って採取する。果実は8 - 11月ごろに花床ごと採取する。

### 地下茎
地下茎はレンコン（蓮根）として食用になる。日本では茨城県、徳島県で多く栽培されており、中国では湖北省、安徽省、浙江省などが産地として知られている。レンコンは、湯がいて水にさらし、皮を剥いて煮込むほか、酢の物や炒め物などにする。中国では、すり潰して取ったでん粉を葛と同様に、砂糖とともに熱湯で溶いて飲用する場合もある。
生薬名としても、蓮根（れんこん）と称される。民間療法では下痢止めに、1日量20グラム (g) を刻んで、400ミリリットル (mL) ほどの水で半量になるまで煎じて、食後に3回に分けて服用する用法が知られる。

### 葉
葉は荷葉（かよう）と称して生薬にする。

### 種子
はすの実と呼ばれる果実（種子）にもでん粉が豊富であり、生食される。若い緑色の花托が生食にはよく、花托は堅牢そうな外見に反し、スポンジのようにビリビリと簡単に破れる。柔らかな皮の中に白い蓮の実が入っている。若い実は炊き込みご飯に利用する。種は緑色のドングリに似た形状で甘味と苦みがあり、生のトウモロコシに似た食感を持つ。また甘納豆や汁粉などとしても食べられる。

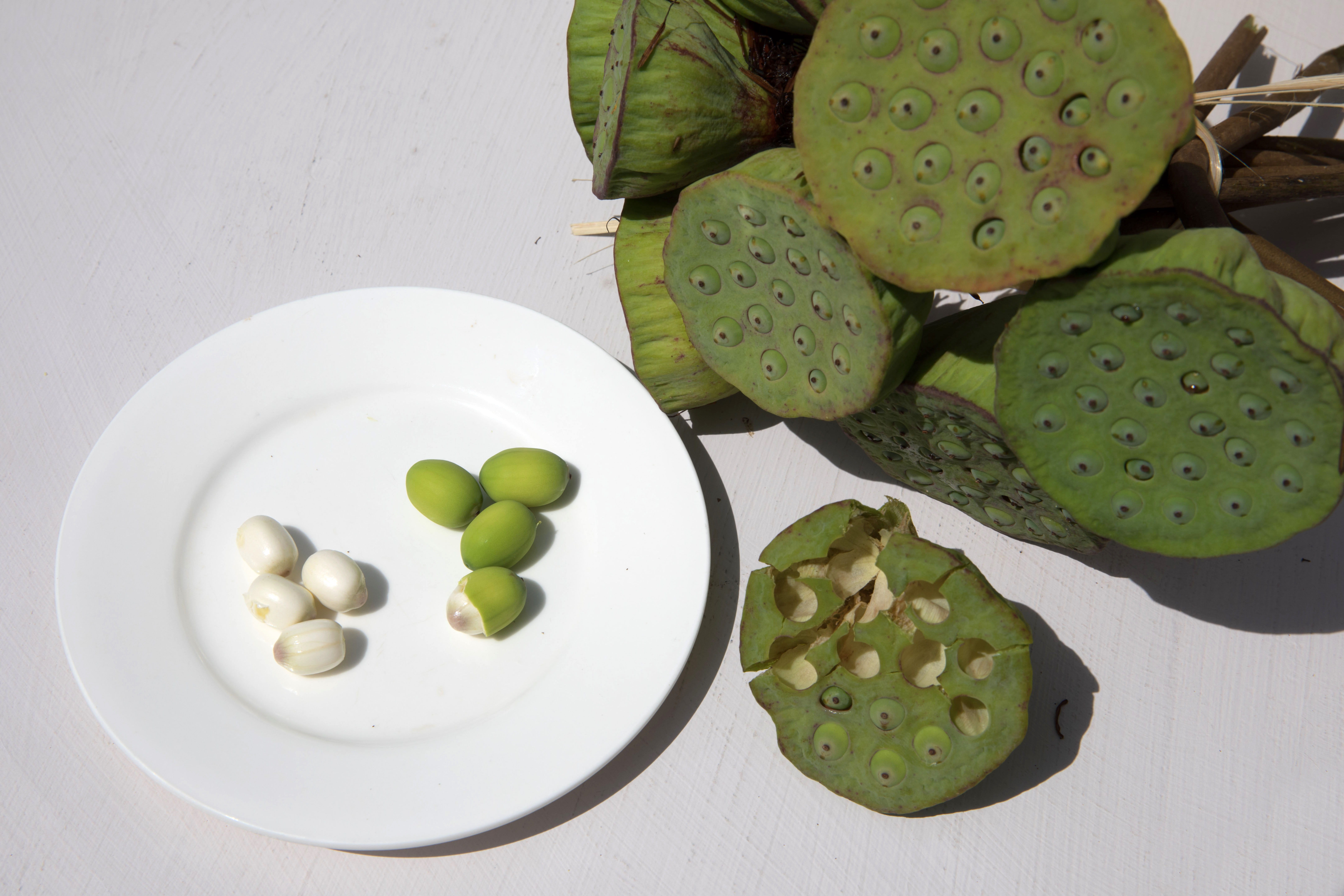
緑色のドングリに似た形状の種子（皿、右）。皮を剥くと白い実が現れる（左）。これをそのまま生食する。

中国や台湾、香港、マカオでは餡として加工されたものを蓮蓉餡と言い、これを月餅、最中、蓮蓉包などの菓子に利用されることが多い。餡にする場合、苦味のある芯の部分は取り除くことが多く、取り除いた芯の部分を集めて蓮芯茶として飲まれることもある。ベトナムでは砂糖漬けやチェー（Chè）の具として食べられる。
また、生薬名を蓮実（れんじつ）、蓮肉（れんにく）という生薬として、よく熟した実を炒って食べると、鎮静、滋養強壮作用がある。

### 芽
果実の若芽は、果実の中心部から取り出して、茶外茶として飲用に使われる。

### 花

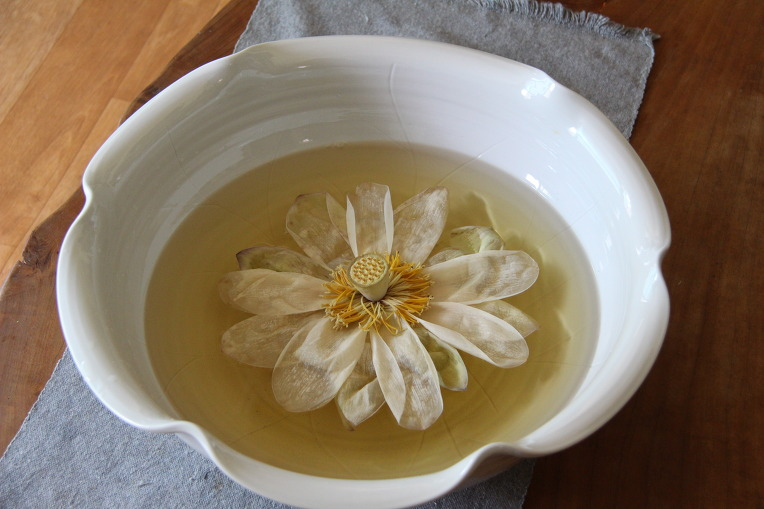
茶外茶の一種、蓮茶。

ハスを国花としているベトナムでは、雄蕊で茶葉に香り付けしたものを花茶の一種である蓮茶として飲用する。資料によれば甘い香りが楽しめると言う。かつては茶葉を花の中に挿入し、香りを茶葉に移していた。
また朝鮮半島・中国には茶外茶として花そのものを原料としたものがあり、こちらも蓮茶と称される。

### 茎
撥水性の葉と茎がストロー状になっている性質から、葉に酒を注いで茎から飲む象鼻杯（ぞうびはい）という習慣もある。ベトナムでは茹でてサラダのような和え物にして食べる。中国のハスの一大産地である湖北省では、春から夏にかけて、間引かれた若茎（葉の芽）を炒め物・漬け物などにして食べる。日本においては食べやすく切った茎を煮物の材料として用いる。産地である秋田県では、茎を用いた砂糖漬けが作られている。
茎の表皮を細かく裂いて作る糸を「茄絲（かし）」、茎の内部から引き出した繊維で作る糸を「藕絲（ぐうし）」と呼び、どちらも布に織り上げる等、利用される。

## 象徴としてのハス
ハスの花、すなわち蓮華は、清らかさや聖性の象徴として称えられることが多い。
「蓮は泥より出でて泥に染まらず」という日本人にも馴染みの深い中国の成句が、その理由を端的に表している。

### 宗教とハス

#### ヒンドゥー教

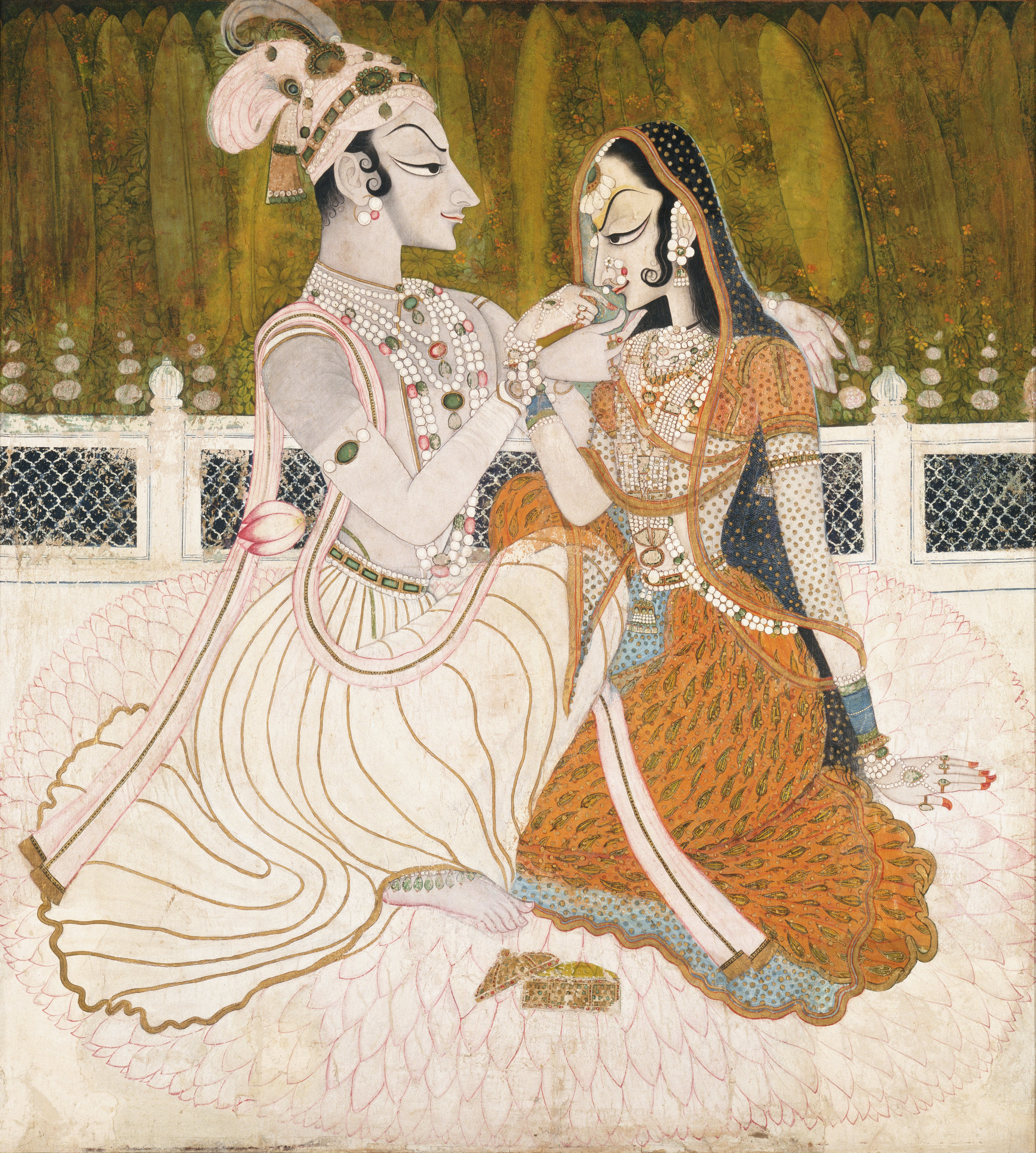
ハスの上のクリシュナとラーダー

古来インドでは、インダス文明の頃から、ハスの花は聖なる花とされ、地母神信仰と結びつき、神聖なるものの象徴とされていた。
ヒンドゥー教の神話やヴェーダやプラーナ聖典などにおいて、ハスは特徴的なシンボルとして繰り返し登場する。例えば、『バガヴァッド・ギーター』11章で、クリシュナは「蓮華の目を持つ者よ」と美称され、アルジュナは「ハスの上に座す梵天（最高神）を、そしてシヴァ神、あらゆる賢者たち、聖なる蛇たちをわたしは見ます」と語る。
同5章の記述「結果を最高神に任せ執着なく義務を遂行する者は、罪に迷わない。あたかもハスの葉に水が触れぬがごとく」は、後の仏教における「ハス」の象徴的用法と近いものを含む。泥から生え気高く咲く花、まっすぐに大きく広がり水を弾く凛とした葉の姿が、俗世の欲にまみれず清らかに生きることの象徴のようにとらえられ、このイメージは仏教にも継承された。
性典の中では「女陰」の象徴。
多神教信仰から女神崇拝が生まれ、そのため、古代インドでは女性に対する4段階の格付けが生まれた。上からパドミニ（蓮女）、チトリニ（彩女、芸女）、シャンキニ（貝女）、ハスティニ（象女）といい、最高位の「蓮女」の象徴としてラクシュミーという女神が、崇拝された（参照：性典『ラティラハスヤ』）。

#### 仏教

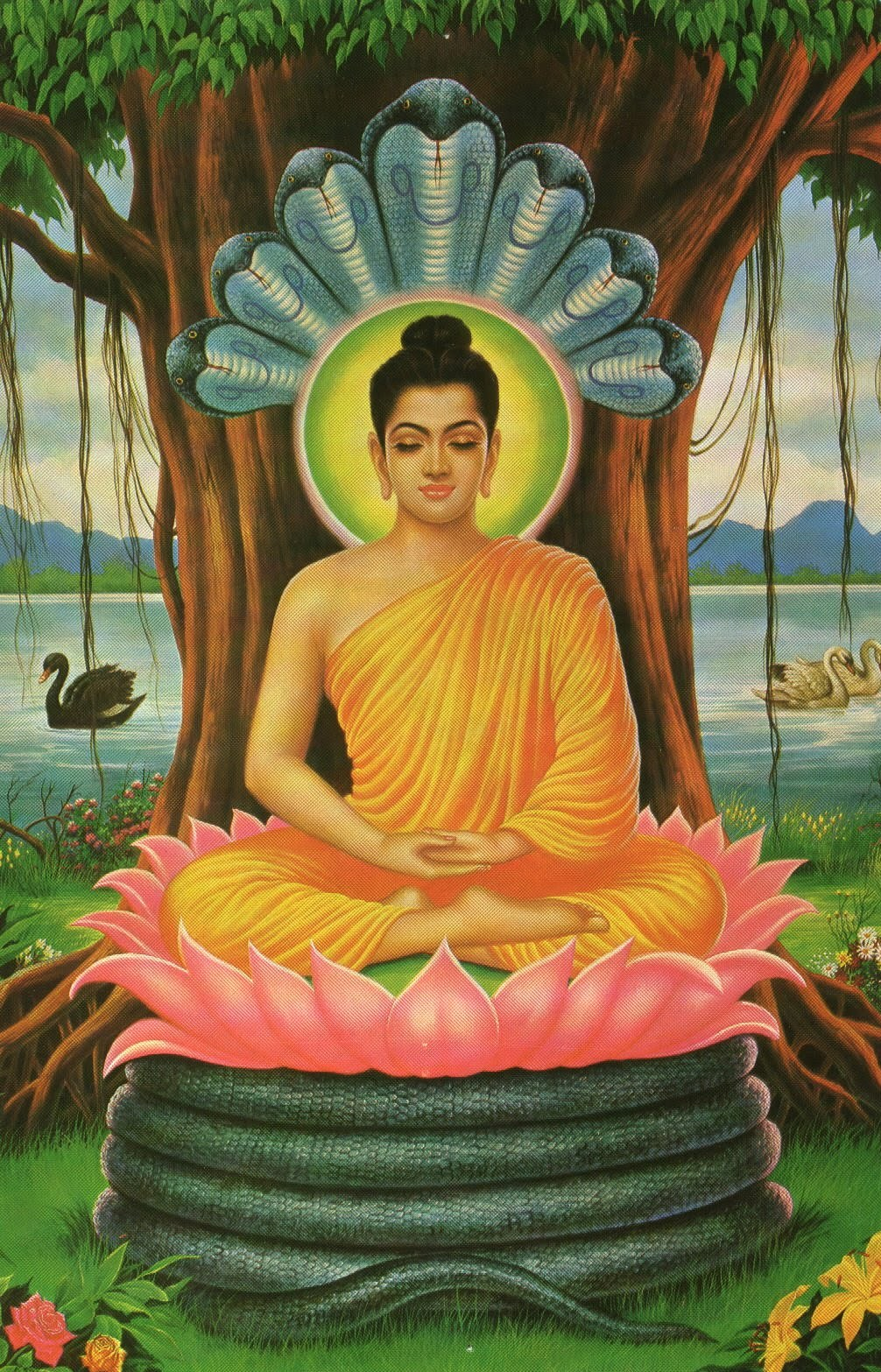
蓮華座

仏教では阿弥陀経において「池中蓮華 大如車輪」と説かれ、極楽で蓮華が咲き誇る様が語られていることから、仏道および仏の象徴として、如来像の蓮華座、聖観音像の持物、寺院の「常花」、金剛盤の意匠等、多くの仏具に蓮の花をあしらっている。とくに泥水の中から生じ清浄な美しい花を咲かせる姿（「出淤泥而不染」）は「穢れた人道から天道へと至る」輪廻転生のメタファーとして扱われ、正信偈においても「是人名分陀利華」と記述されている。また、蓮の別名「芙蓉」も輪廻転生の別称とされている。
一方で、仏教国チベットでは標高が高く生育しないため、想像でかかれたのかチベット仏教寺院では日本に比べ、かなり変形し、その絵はほんのり赤みがかった白い花として描かれている。
また死後に極楽浄土に往生し、同じ蓮花の上に生まれ変わって身を託すという思想があり、これが「一蓮托生」という言葉の語源になっている。
なお、経典『摩訶般若波羅蜜経』には「青蓮花赤蓮花白蓮花紅蓮花」との記述がある。ここでの青や、他で登場する黄色は睡蓮のみに存在する色である。仏典においては蓮と睡蓮は区別されず、共に「蓮華」と訳されている。

#### 密教
密教においては釈迦のみならず、ラクシュミー（蓮女）である吉祥天女を本尊として信仰する吉祥天女法という修法があり、蓮は特別な意味を持つ。

### 組織の象徴として
インド、スリランカ、ベトナムの国花。また、中華人民共和国マカオの区旗にもデザインされている。
イギリスのスポーツカーメーカーであるロータス・カーズは、社名がハスの英語名（Lotus）であり、エンブレムにもハスをあしらった図柄が描かれている。
日本では、以下の地方公共団体が「市の花」に採用している。
- 愛知県愛西市
- 滋賀県守山市
- 埼玉県行田市 - 古代蓮 - 市の建設工事によって偶然掘り起こされた約1,400年から3,000年前のものと推定される蓮は、「古代蓮」とも「行田蓮」とも称され、市の花及び天然記念物とされている。
- 千葉県千葉市 - 大賀ハス - 1993年に千葉市花に制定。

## その他ハスに関する文化
古代エジプトのヒエログリフでは、ハスの象形文字が1000を表す（エジプト数学#記数法参照）。

## ギャラリー

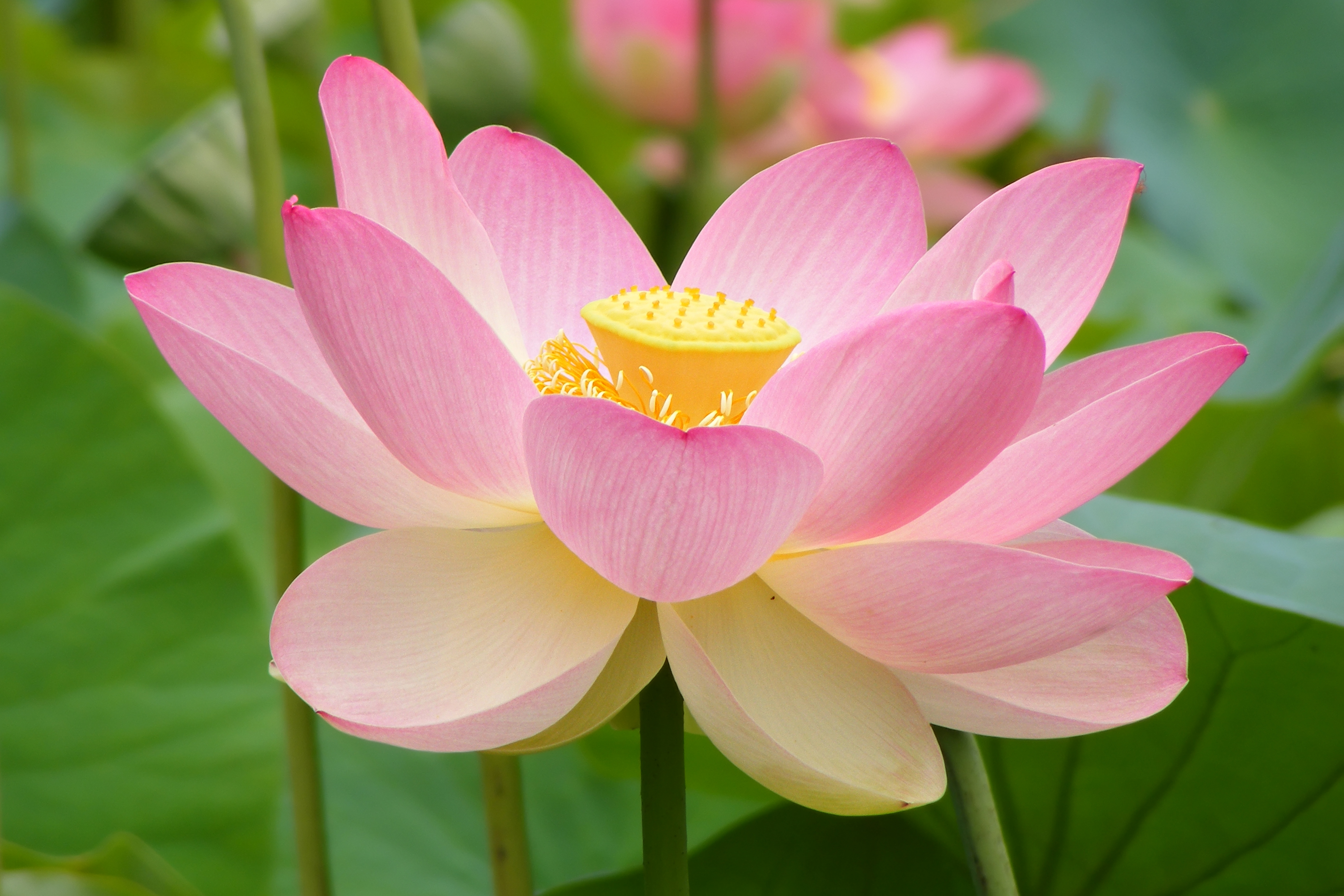
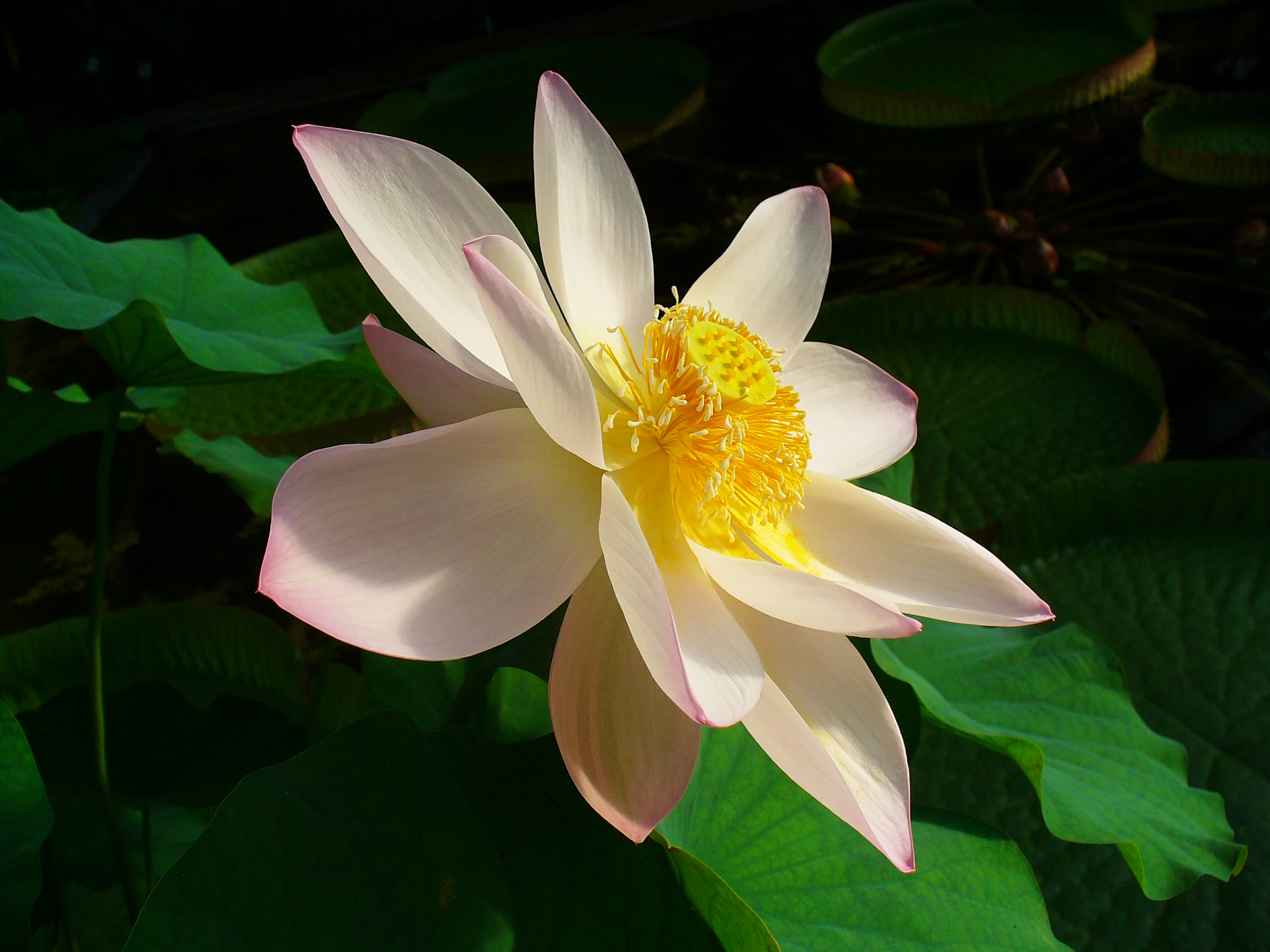
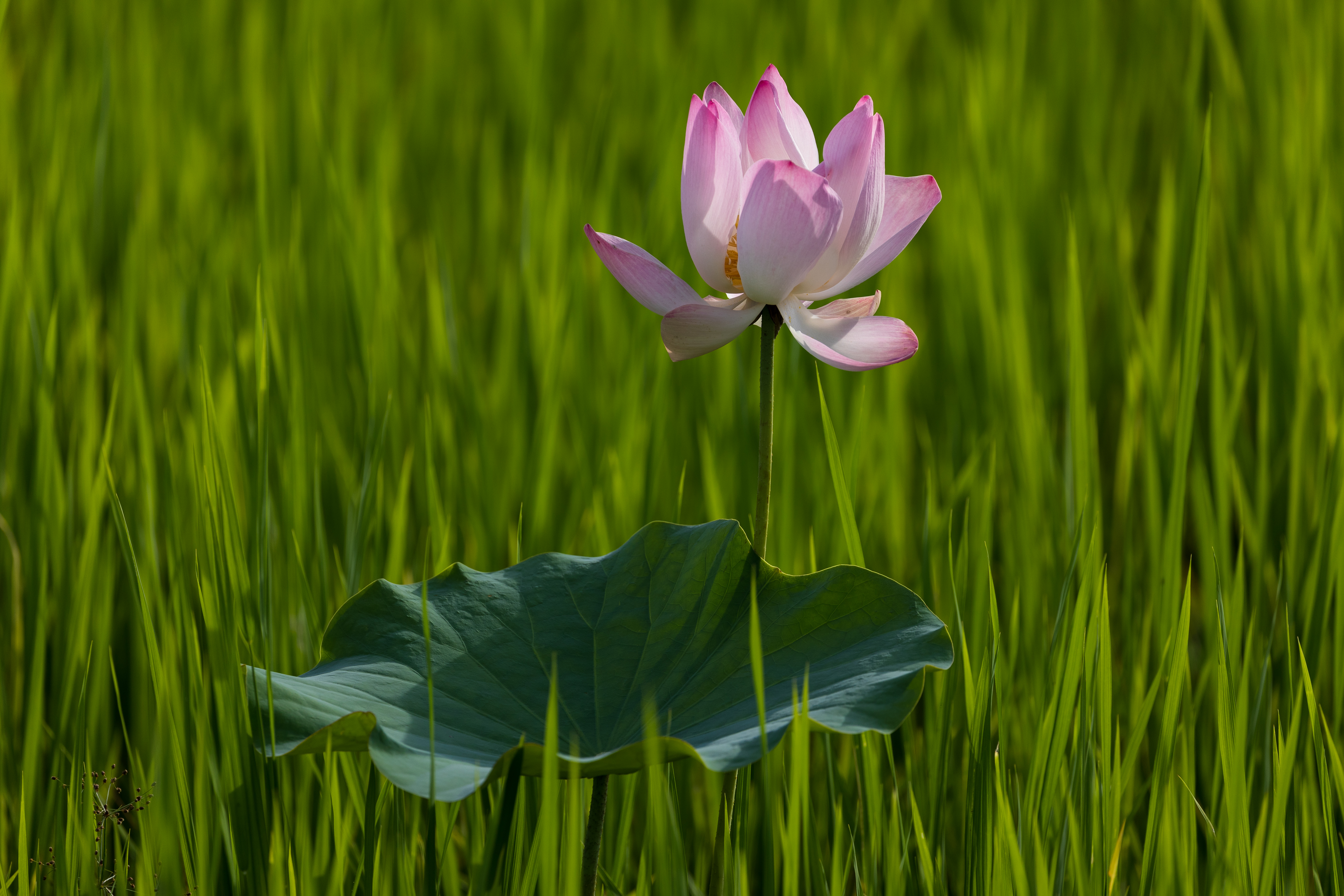
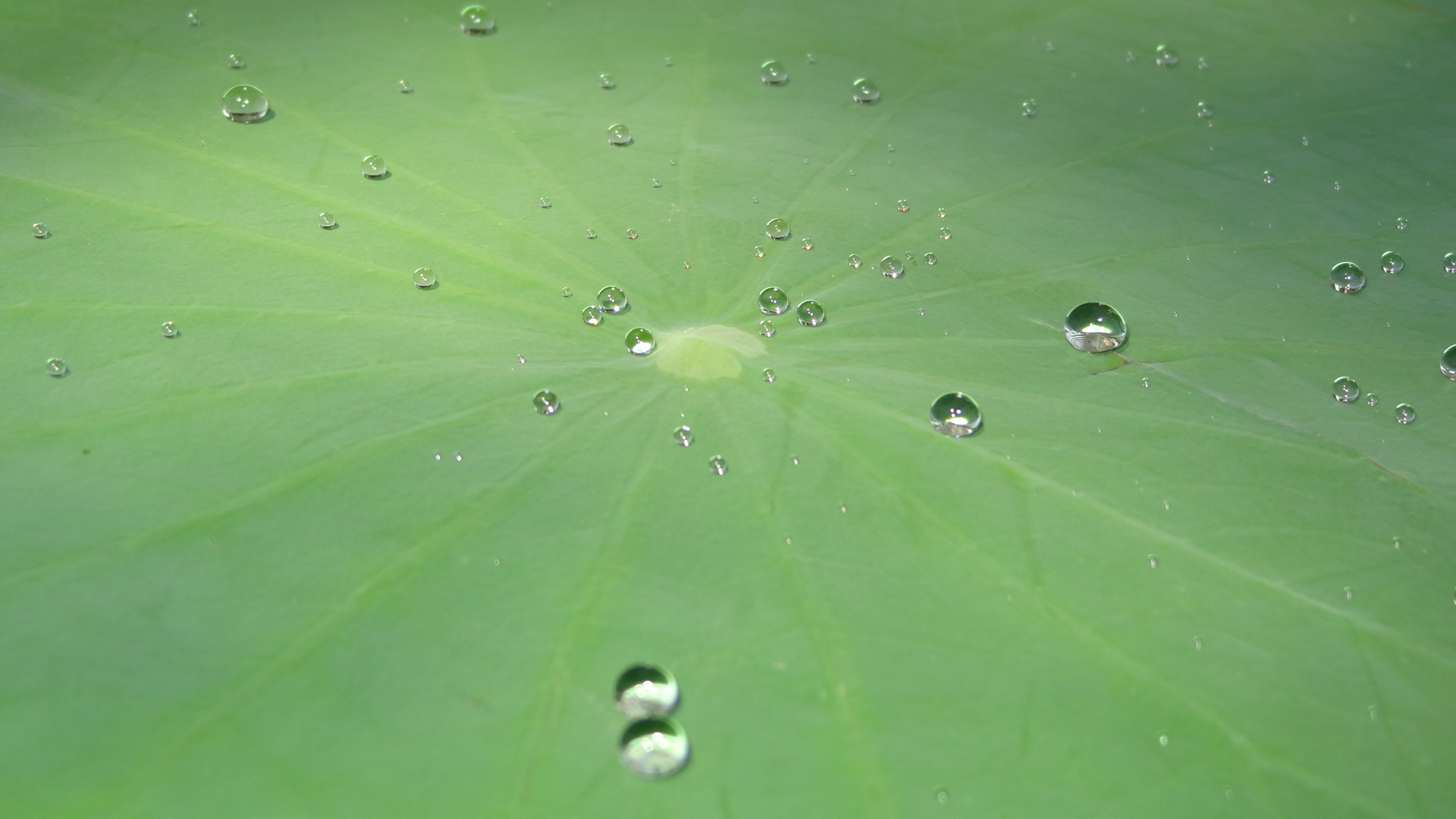
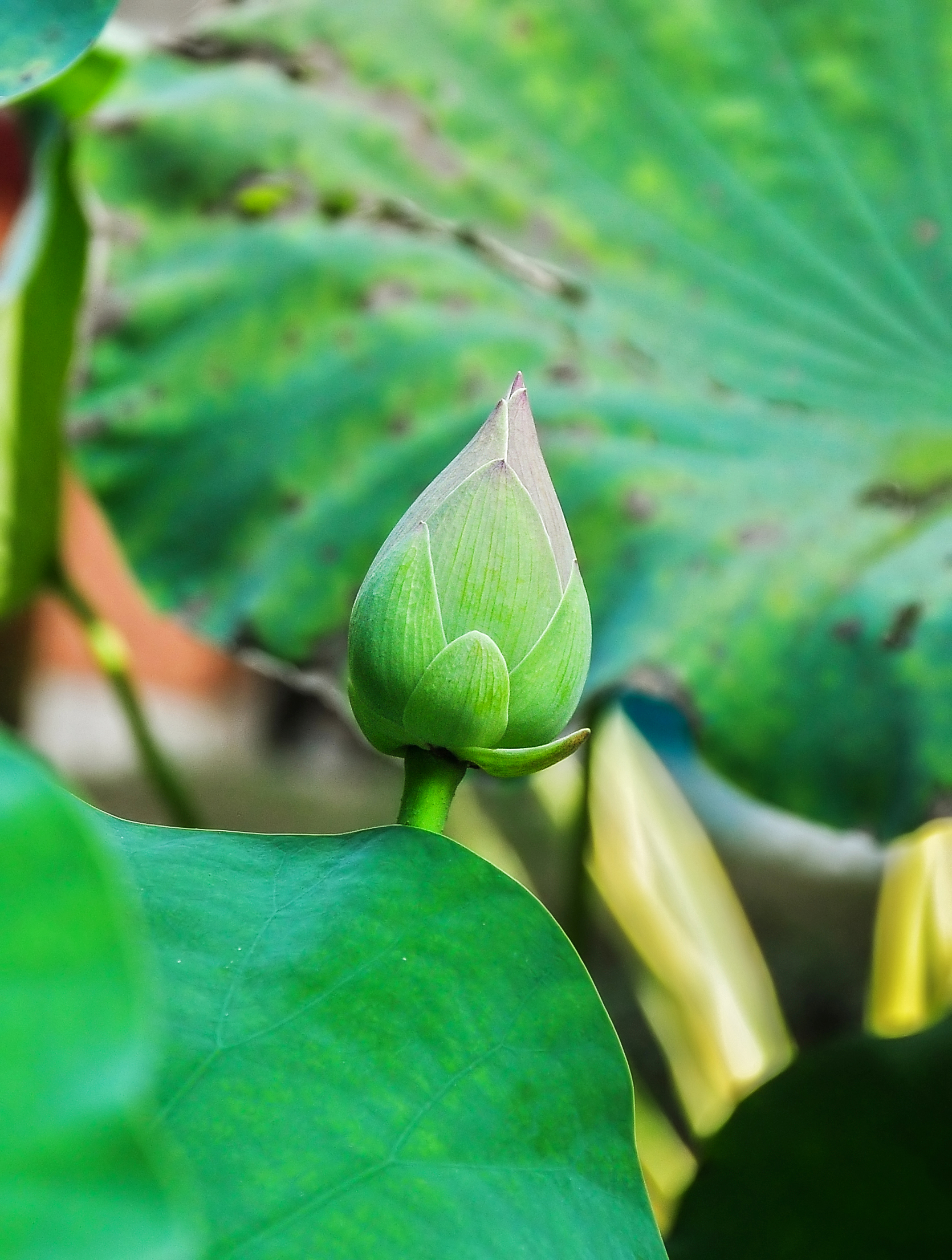
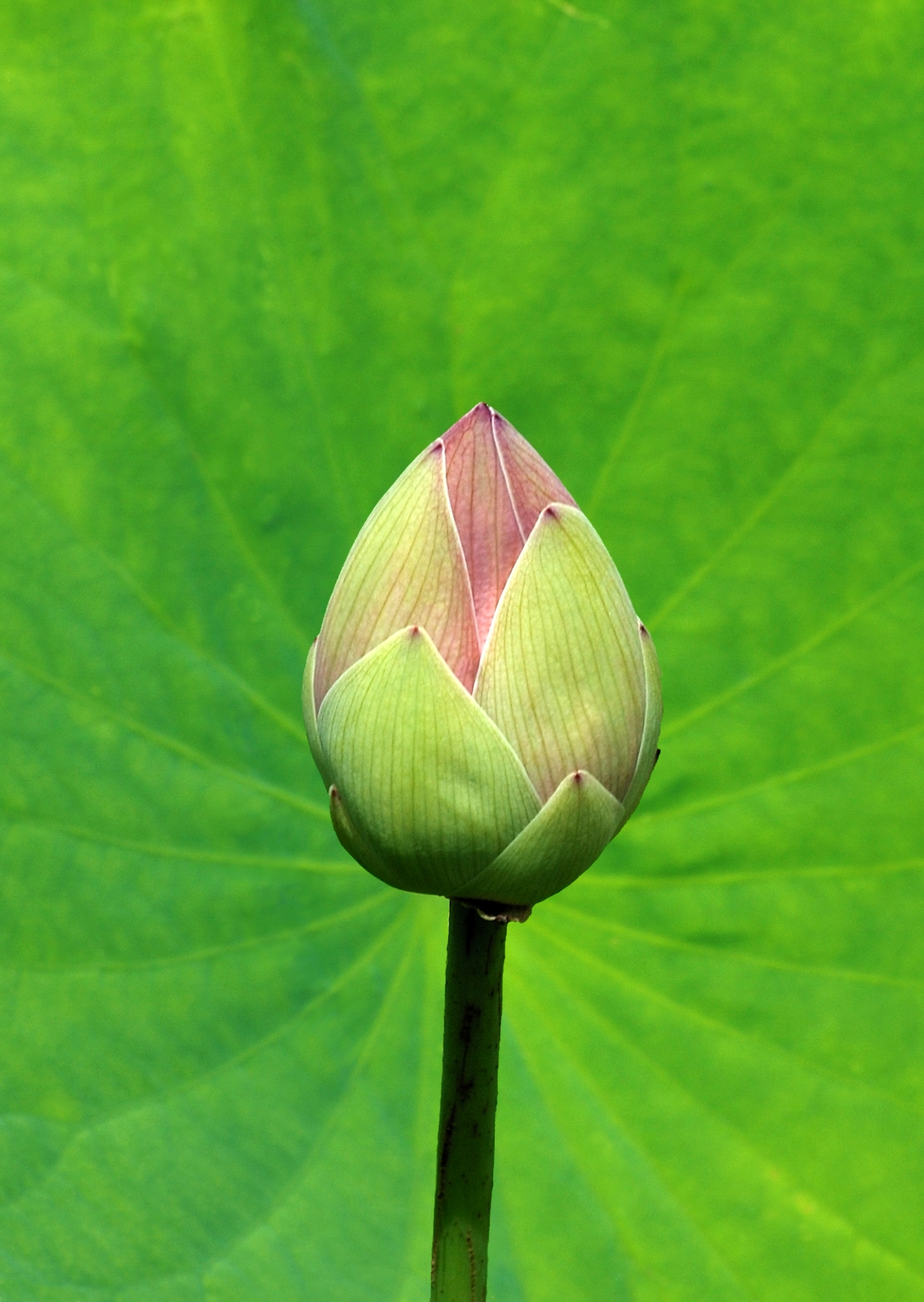
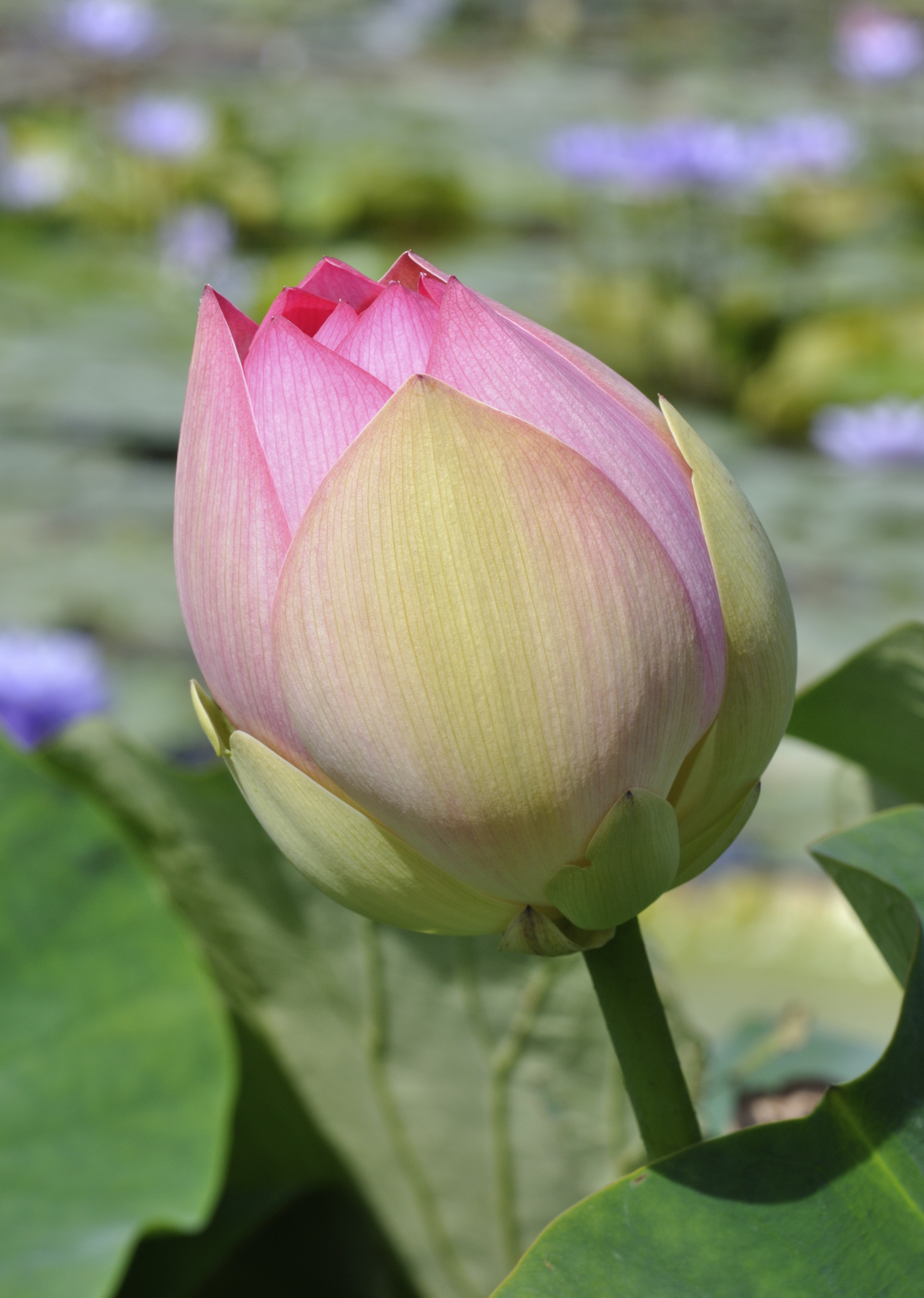
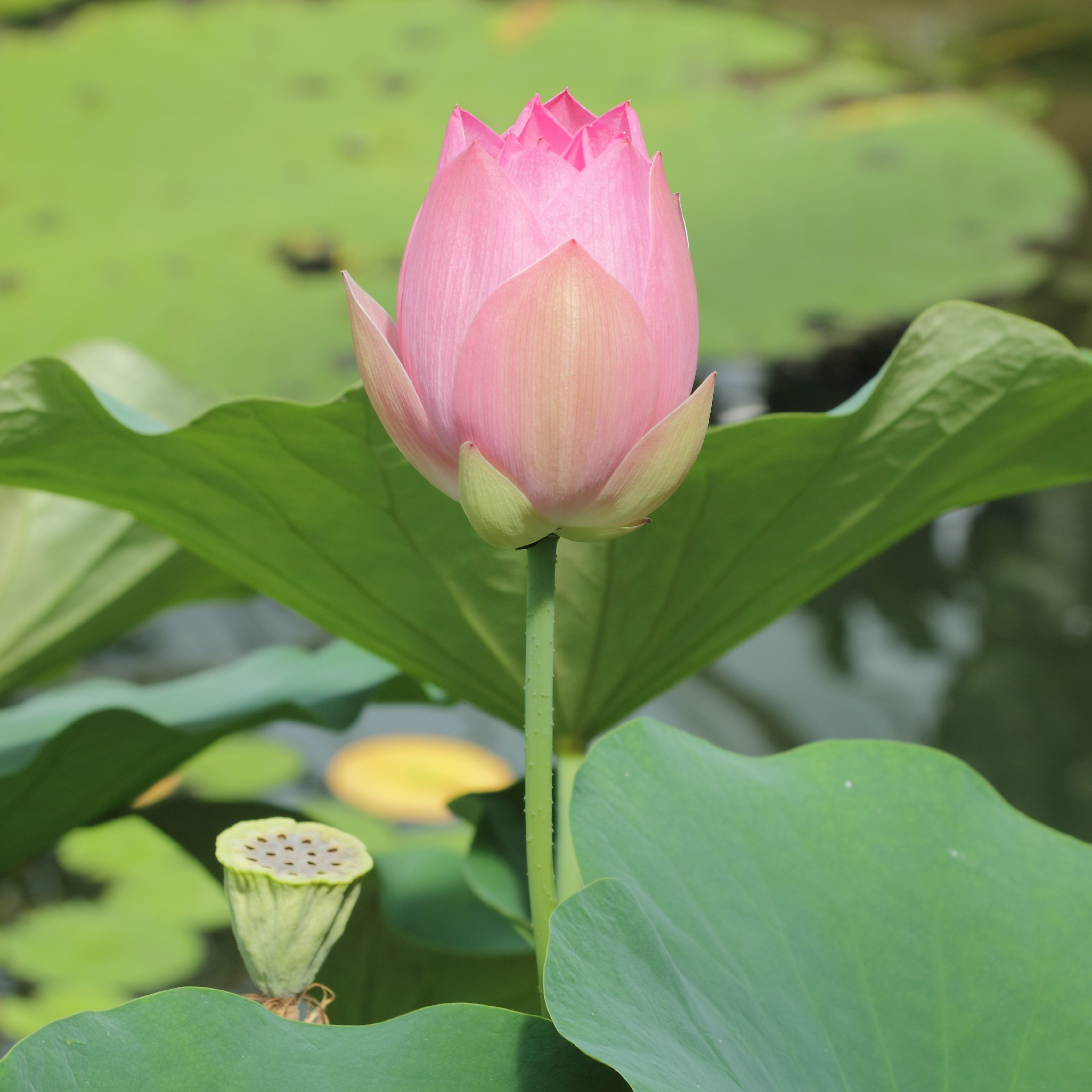
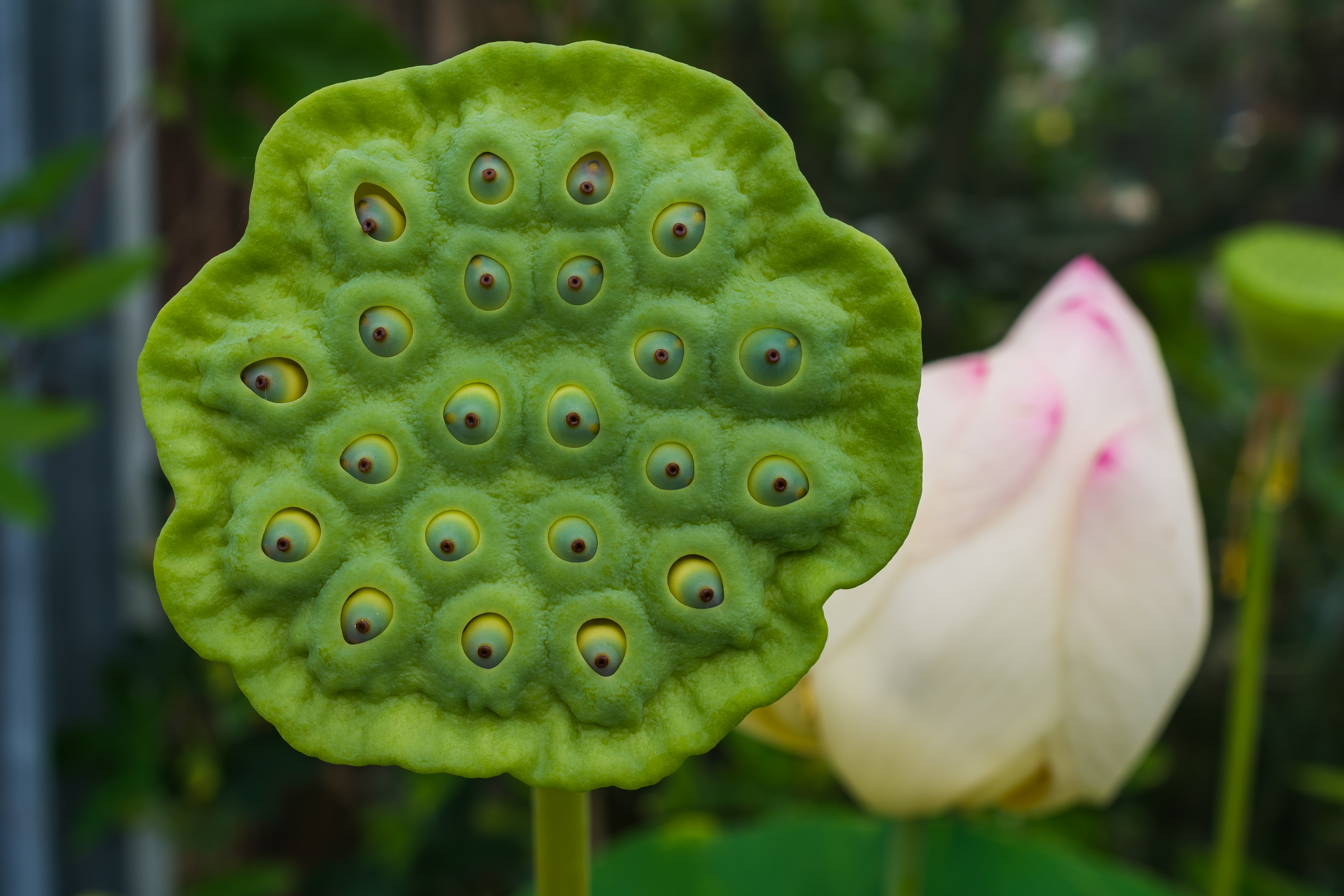